# Luis Pasquet
Luis Santiago Pasquet (Salto (Uruguay), 13 mei 1917 – Lahti, 5 november 2013) was een Fins componist en dirigent, van Uruguayaanse herkomst. 

## Leven
Zijn studies deed Pasquet aan het Conservatorio Municipal de Música de Salto te Salto, Uruguay, in het hoofdvak piano, en daarna ging hij naar het Conservatorio de Guillermo Kolisher in de hoofdstad Montevideo, om daar compositie en orkestdirectie te studeren. Hij was van 1958 tot 1972 dirigent van het orkest van de Uruguayaanse radio en televisie in Montevideo. Hij voerde werken met verschillende stijlen en uit diverse genres uit en werkte met solisten als Josephine Baker, Juliette Gréco en Maurice Chevalier. Hij is zeker een van de bekendste dirigenten uit Uruguay.
Zijn muzikale interesse ligt in het impressionisme, het expressionisme en de jazz. Soms vindt men de invloed van al deze interessegebieden in zijn werken terug. Samen met anderen stichtte hij het Davenport Five-quintet waarmee hij diverse stijlen van jazz uitgevoerd heeft, zoals New Orleans, Chicago, Dixieland, New York high-brow, swing, bebop en cool. Met dit kwintet heeft hij ook optredens verzorgd met grote sterren uit de jazzwereld, zoals Louis Armstrong en Ella Fitzgerald. 
In 1974 emigreerde hij naar Finland. Twee jaar heeft hij daar als dirigent gewerkt voor het orkest van het Fins Nationaal ballet. Daarna ging hij naar Lahti en werkte daar vooral als freelance componist en dirigent. Het was in deze laatste stad dat hij op 5 november 2013 overleed.

## Composities

### Werken voor orkest
- Toada - (Sunny Morning)
- El oboe va de visita voor hobo en kamerorkest

### Werken voor harmonieorkest
- 1970 Three Grey Tango's
  1. Harmaa Tango - Grey Tango
  2. Kulunut Harmaa - Old Grey Tango
  3. Harmaa Sade - Grey Rain
- Candombe
- Canto a los naranjales (The Song for the Orange Groves)
- Carnaval antiguo (The Old Carnival) voor marimba en harmonieorkest
- El valle de las flores (The Flowers of the Valley)
- French Waltz
- Guaglione (Poika varjoisalta kujalta)
- Harlekiini tango - Tango - The Harlequin voor accordeon en harmonieorkest
- Laakson kukat  een "bailecito" (dans) uit de Anden
- Tres Tangos Rojos - Three Red Tangos for wind band impressionistische fantasie op de Argentijns-Uruguayaanse tango
  1. Dark red
  2. Ancient red
  3. Scarlet tango
- Triangle of Love voor piano en harmonieorkest
  1. Pierrot
  2. Colombine
  3. Harlekiini tango
- Uruquayan Negro Dance

### Kamermuziek
- 1985 Introduccion, tango et final voor fluit, 2 violen, altviool en cello
- 1993 Monsieur Tuba visite Paris voor tuba, piano en strijkkwartet
  1. Au Quartier Latin
  2. Le Long de la Seine
  3. À Montmartre
- 1995 Carusell: Tango concertante voor koperkwintet
- 1996 10 Easy Pieces for Tuba and Piano
- 2001 Tango nuovo voor koperkwintet
- Adaptation voor blazerskwintet
- Cinco Aires del Cono Sur voor koperkwintet
- Five works voor piano, altsaxofoon en tuba
  1. Jazz in a walz
  2. Bossanova
  3. Bopology
  4. Tropical air
  5. Charleston
- Kolme konserttitangoa voor koperkwintet
- La Callejuela voor hobo en piano
- Maalaismilonga voor koperkwintet
- Milonga Campesina voor koperkwintet
- Olipa kerran... voor koperkwintet
- Reminiscencias voor fluit en strijkkwartet
- Series for a brass quintet
- Suite delcono Sur - Suite from the South voor koperkwintet
- Ten Pieces for Saxophone and Piano
- Three pieces for a wind quintet
- Vanha karnevaali voor koperkwintet